# Maurizio Ciccolella
Maurizio Ciccolella (Brindisi, 10 luglio 1985) è un attore teatrale e regista teatrale italiano.

## Biografia
Formatosi nella sua città natale, con l'allieva di Vittorio Gassman Patrizia Rizzo, debutta come attore nel 1994 con Alexander Cvjetković nel Riccardo III di William Shakespeare . Si diploma presso il Piccolo Teatro di Milano dove riceve l'insegnamento di Luca Ronconi. Frequenta corsi di specializzazione teatrale con Richard Olivier, Jurij Alschitz, Marcel Marceau, Lev Dodin, Lluís Pasqual e Serena Sinigaglia.
È stato impegnato assieme a Provincia di Brindisi, l'Unione dei Teatri d'Europa, il Comune di Brindisi e il Teatro Pubblico Pugliese nella realizzazione di spettacoli ed eventi. Tra i collaboratori: Teresa De Sio, Alessandro Piva, Elie Malka e il Maestro indiano Kumar. Nel 2010 fonda la Scuola d'arte drammatica della Puglia Talìa, avvalendosi di docenti come Alessandro Piva, Edoardo Winspeare, Raffaella Giordano, Giorgio Rossi, Sandro Lombardi, Giulia Lazzarini e Vittorio Matteucci. 
Nella primavera 2013 coordina le attività del progetto Young to Young finanziato dal Dipartimento per la gioventù e Unione delle Province Italiane, nel cui ambito dirige il film Decameron, proiettato nelle sale cinematografiche di Puglia e Basilicata. Ha inoltre collaborato in Grecia con alcune realtà di teatro in Atene e Kastoria.
Con Mio fratello, Ciccolella apre nel giugno del 2015 il Festival Internazionale delle scuole di recitazione a Fiume. Lo spettacolo, scritto da Anna Piscopo, è stato selezionato nel programma di internazionalizzazione della scena teatrale pugliese con una tournée in Grecia, nelle città di Atene e di Kranidi. Maurizio Ciccolella è inoltre direttore del nuovo Teatro Eden.
Nel 2016 è protagonista di un video di sensibilizzazione per la legalizzazione della cannabis, con la regia di Mauro Russo. Nel filmato, prodotto da associazione Antigone, Forum Droghe e associazione Luca Coscioni, compaiono decine di artisti del panorama musicale italiano tra cui: Fritz da Cat, Rocco Hunt, Roy Paci, Fred De Palma, Clementino, Ensi, Tormento, Nitro, Mondo Marcio, Alborosie, Mama Marjas, Sud Sound System, Boomdabash, J-Ax.
Da regista, Ciccolella realizza produzioni inserite in rassegne del Teatro Pubblico Pugliese. Insert Coin viene inserita nel Centenario della CGIL e ripresa dalla RAI.
Ha collaborato come regista nella realizzazione del cortometraggio Il mare va a scuola vincitore al Festival Internazionale FINIBUS TERRAE-sezione scuola, selezionato al Giffoni di Torino.
Ha collaborato come regista e direttore della fotografia nel cortometraggio Acquapura, vincitore del concorso realizzato dalla Questura di Brindisi "Palmina Martinelli". La premiazione ha visto la presenza tra gli altri del Capo della Polizia Prefetto Franco Gabrielli, in giuria Roberto Cenci.
Ha collaborato anche con la scuola V.Lilla di Oria su un progetto di alternanza scuola-lavoro nel'opera di William Shakespeare Sogno di una notte di mezza estate.

### Controversie
Nel febbraio 2013 la Procura della Repubblica avvia un'indagine sull'ipotesi di reato di abuso d'ufficio in ordine all'affidamento degli eventi della stagione estiva e natalizia 2012 (Maurizio Ciccolella finisce nel registro degli indagati assieme ad altre cinque persone). Nel giugno 2014 viene accertata l'estraneità ai fatti e la liceità del progetto senza formulazione di rinvio a giudizio.

## Teatro

### Attore
- Riccardo III regia di Alexander Cvjectovic (1994)
- Romeo e Giulietta regia di Giuseppe Patroni Griffi (1996) Teatro Nazionale di Roma
- Amadeus regia di Roman Polański (1999) Casanova Entertainment - Roma
- Sogno regia di Luca Ronconi (2000) Piccolo Teatro di Milano
- Il Candelaio regia di Luca Ronconi (2001) Piccolo Teatro di Milano
- Amor nello specchio regia di Luca Ronconi (2001) Piccolo Teatro di Milano
- Phoenix regia di Luca Ronconi (2002) Piccolo Teatro di Milano
- Infinities regia di Luca Ronconi (2002) Piccolo Teatro di Milano
- Socrate regia di Luigi Proietti (2002) Piccolo Teatro di Milano
- Aida regia di Franco Zeffirelli (2001) Piccolo Teatro di Milano
- Tat'jana regia di Peter Stein Teatro alla Scala di Milano
- L'attesa regia di Alessandro Piva (2009)
- Bollicine in scena produzione Teatro Stabile d'Innovazione L'Aquila (2009)
- Il Führer dona una città agli ebrei produzione Gruppo Mòtumus Brindisi (2011)
- PA quarantesimo anniversario dalla scomparsa di Pier Paolo Pasolini con la regia di Alfredo Traversa (2015)[13]

### Regista
- L'Atleta e la Vergine produzione Mòtumus
- The temp-est produzione Mòtumus
- L'importanza di chiamarsi Ernesto di Oscar Wilde
- Mediterraneo produzione Mòtumus
- Insert Coin produzione Mòtumus
- Tempo 0 (2012)
- Coma da sopravvivenza produzione Mòtumus
- La Vedova Allegra opera tratta da Franz Lehár (2013)
- Arlecchino di Goldoni (2014)
- Pseudolus di Plauto (2015)
- Mio fratello di Anna Piscopo (2015)
- Nuda con i testi di Stefano Benni (2016)[14]
- Le isole sataniche (2018)[15]

## Filmografia

### Televisione

#### Attore
- La scelta di Laura in onda su Canale 5

#### Conduttore
- Mezzogiorno sul sette in diretta su Telenorba 7
- Vetrine in Diretta in onda su Telenorba 7
- Meteo 7 in onda su Telenorba 7

### Cinema

#### Attore
- La chiave dei grandi misteri, regia di Gianluca Chierici (2007)
- Lea, regia di Marco Tullio Giordana (2015)
- Passeggeri Notturni, regia di Riccardo Grandi (2019)[15]

#### Regista
- Decameron
- La vita di fronte con la partecipazione dei Boomdabash

## Riconoscimenti
- Wanda Capodaglio Concorso Nazionale per Attori – Bologna (2001)
- Talenti Compressi Brindisi (2010)
- Nel 2018 vince il Savigliano Film Festival nella sezione Miglior Trailer